# Palais Nikaïa
Il Palais Nikaïa è un impianto polivalente della città di Nizza, in Francia.
Ha una capienza che varia dai 1.500 ai 6.250 posti a sedere, dipende dalla configurazione, espandibile fino a 9.000 includendo i posti in piedi.
Si trova di fianco allo Stade Charles-Ehrmann, con un'unica vetrata atta a separarli. Sollevando la vetrata è possibile far cooperare le due strutture per poter ospitare concerti su larga scala, di anche 50.000 persone.
I Depeche Mode, Lady Gaga e Shakira si sono esibiti nell'arena.
Oltre ai concerti, l'arena può ospitare anche eventi sportivi.
Il 3 aprile 2023 l'impianto è stato selezionato dall'emittente francese France Télévisions e dall'Unione europea di radiodiffusione (UER) come sede ufficiale della 21ª edizione del Junior Eurovision Song Contest.